# Podomyrma chasei
Podomyrma chasei é uma espécie de formiga do gênero Podomyrma, pertencente à subfamília Myrmicinae.